# كلايف ويلكينز
كلايف ويلكينز (بالإنجليزية: Clive Wilkins)‏ هو رسام بريطاني، ولد في 25 يونيو 1954 في ولفرهامبتن في المملكة المتحدة.

## معرض صور

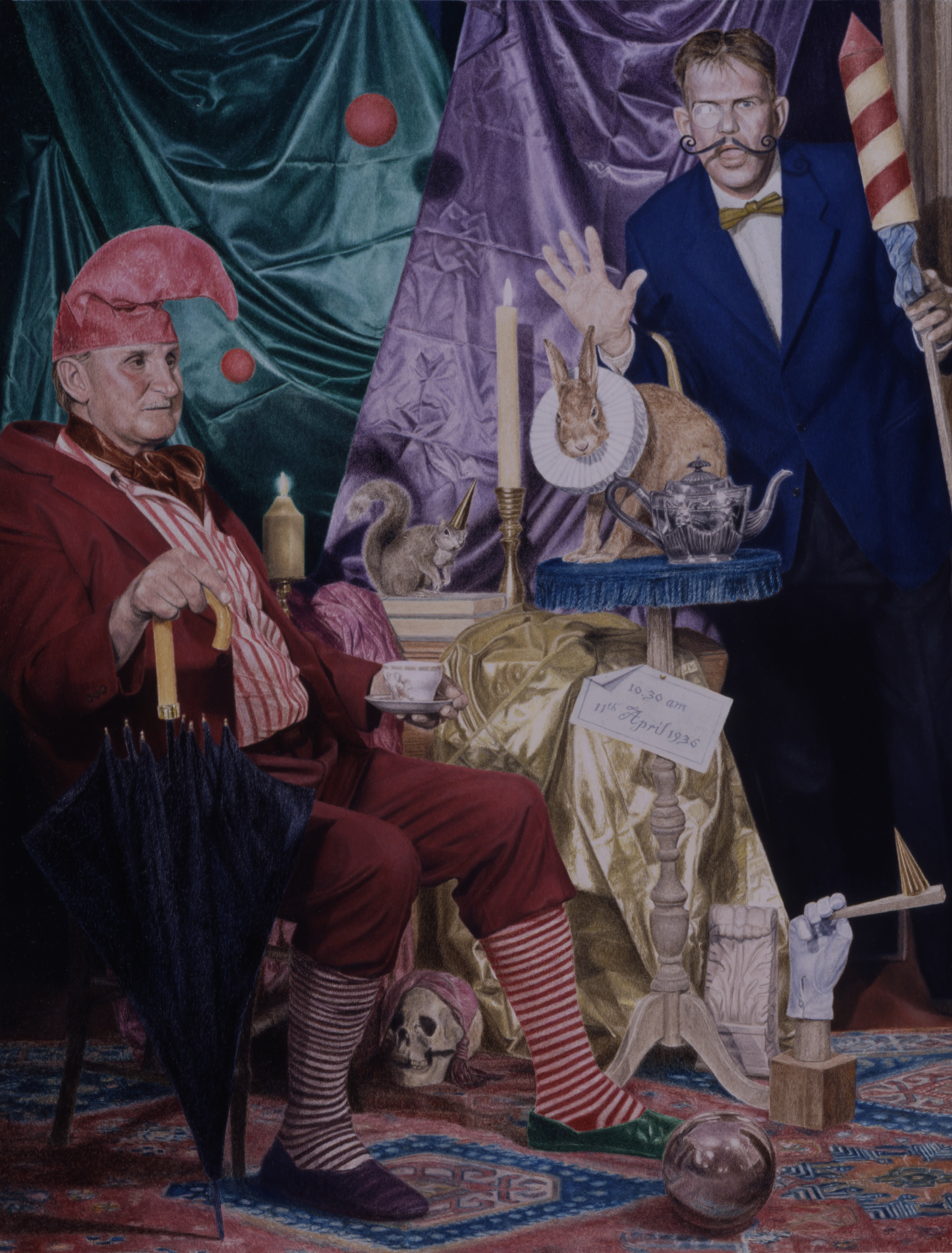
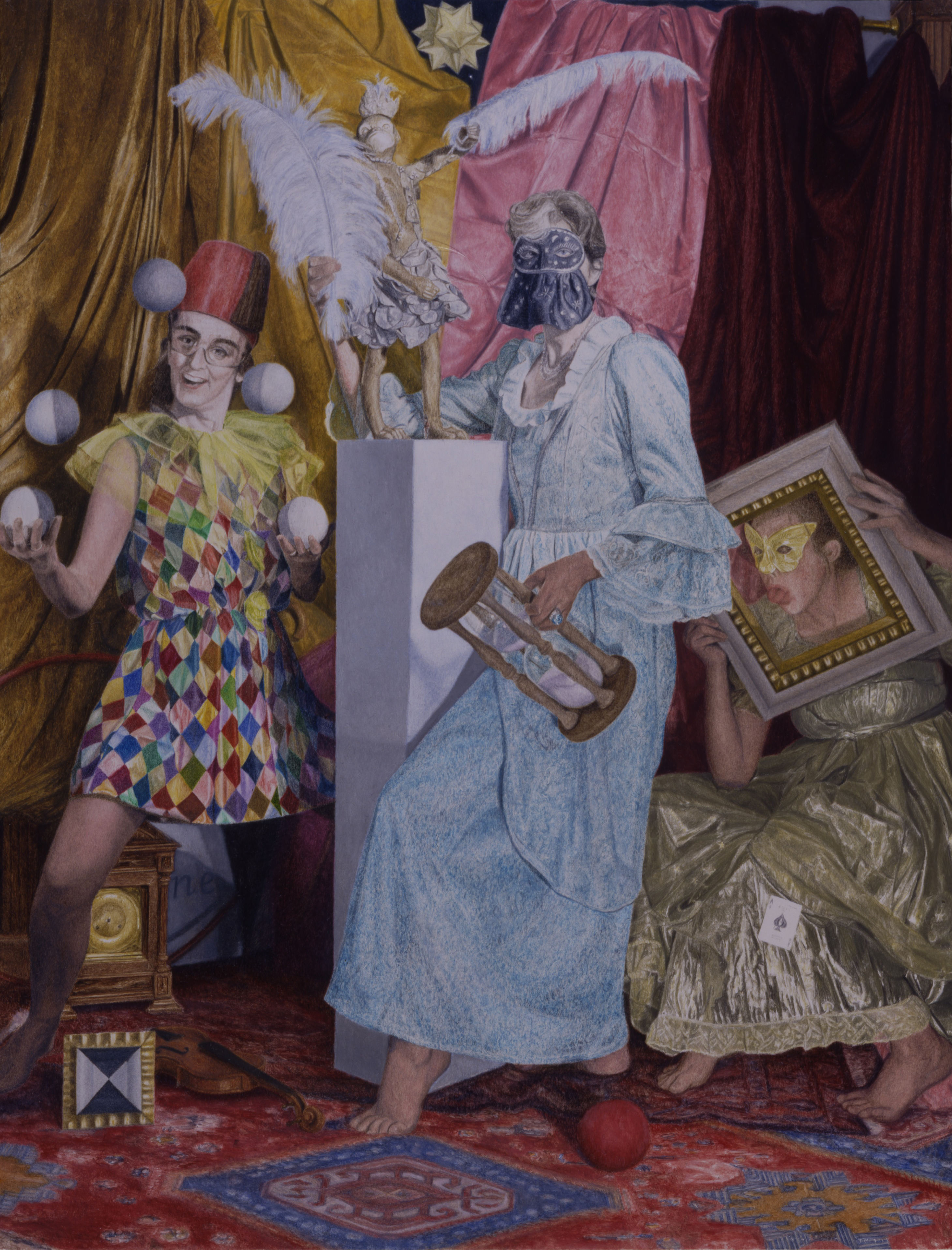
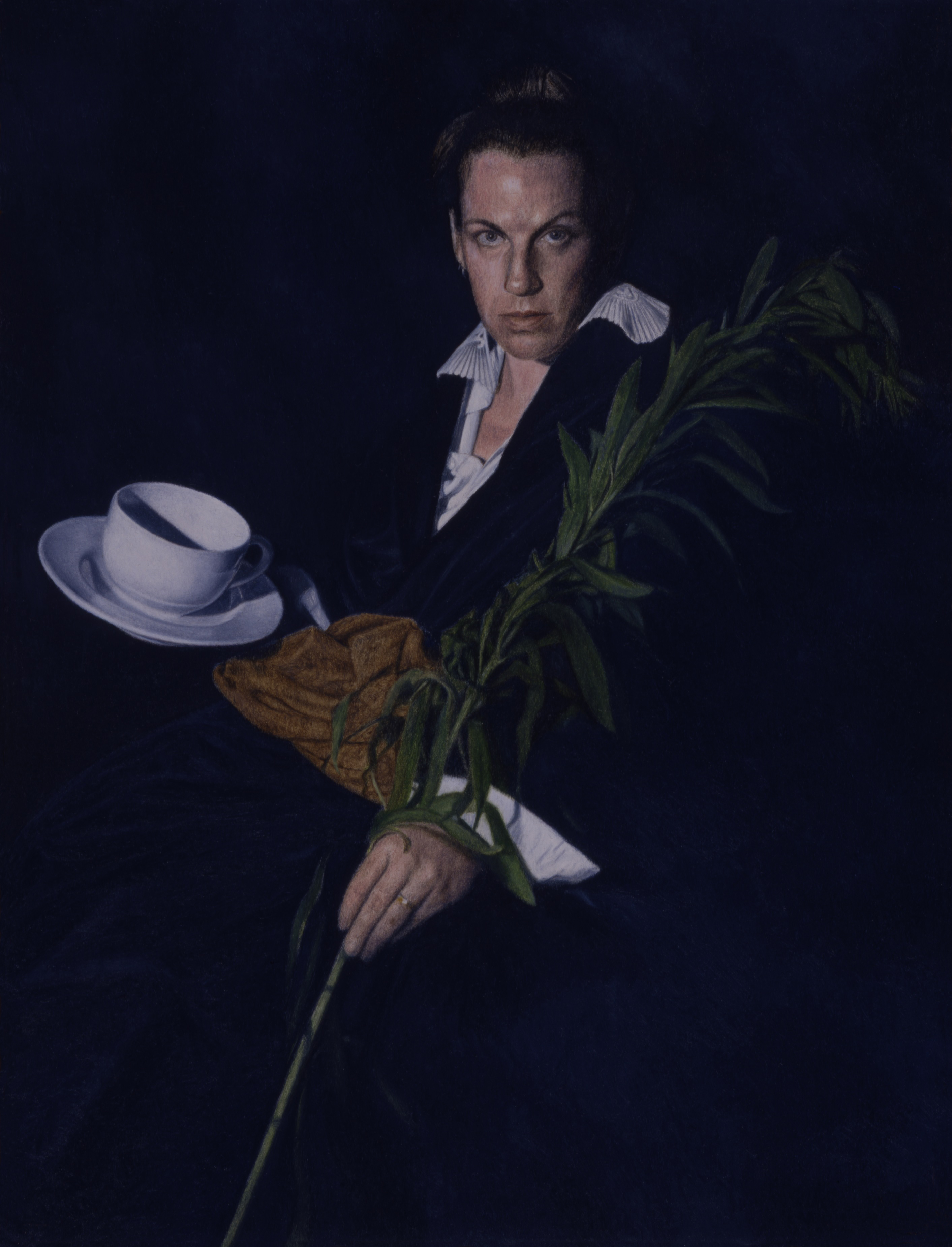
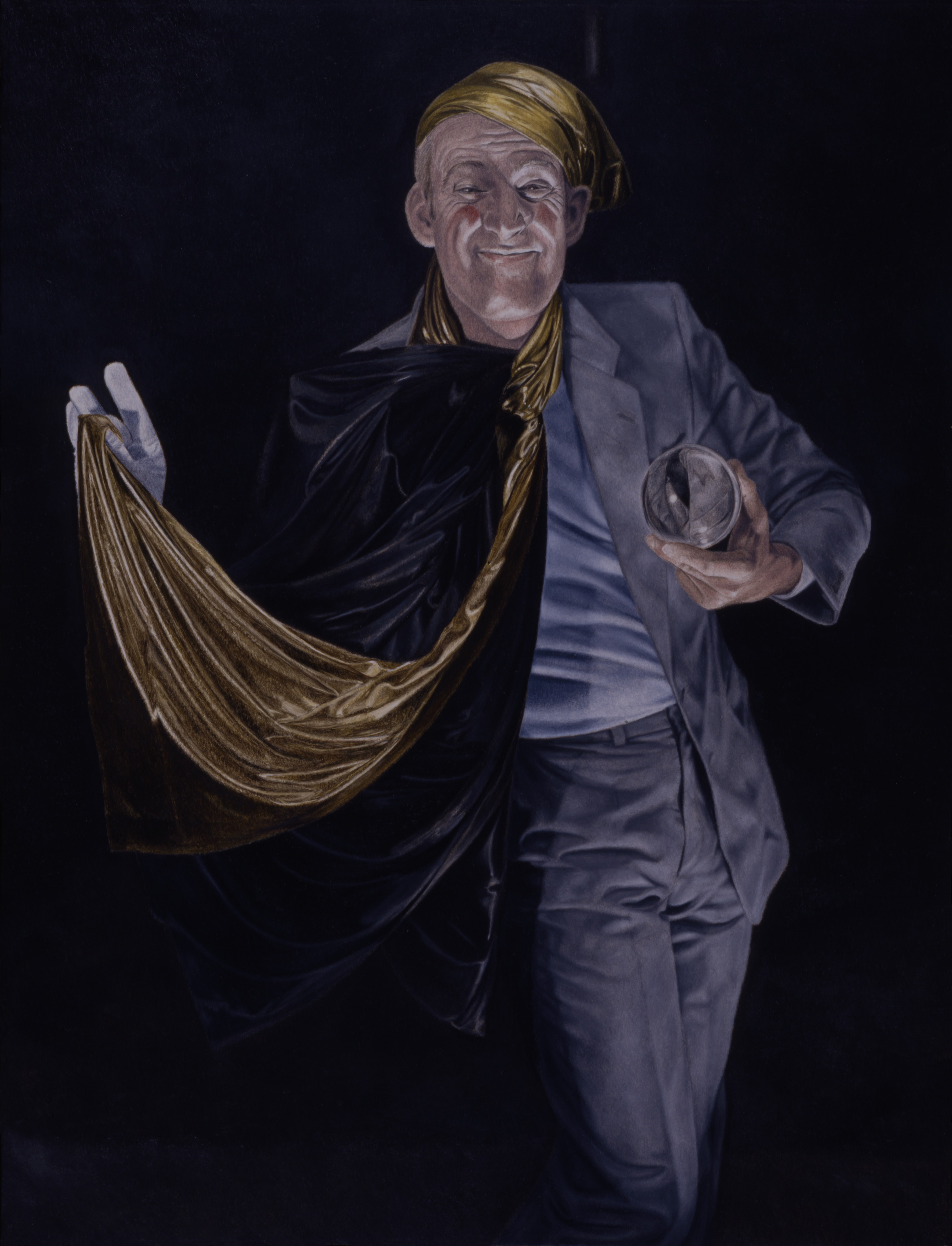